# Villa Pisani (Lonigo)

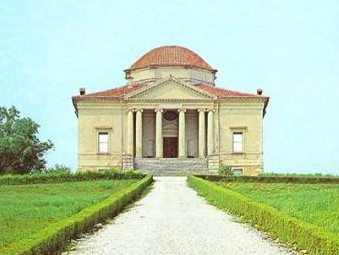
A fachada principal da Villa Pisani, com a escada à romana e o pórtico em primeiro plano.

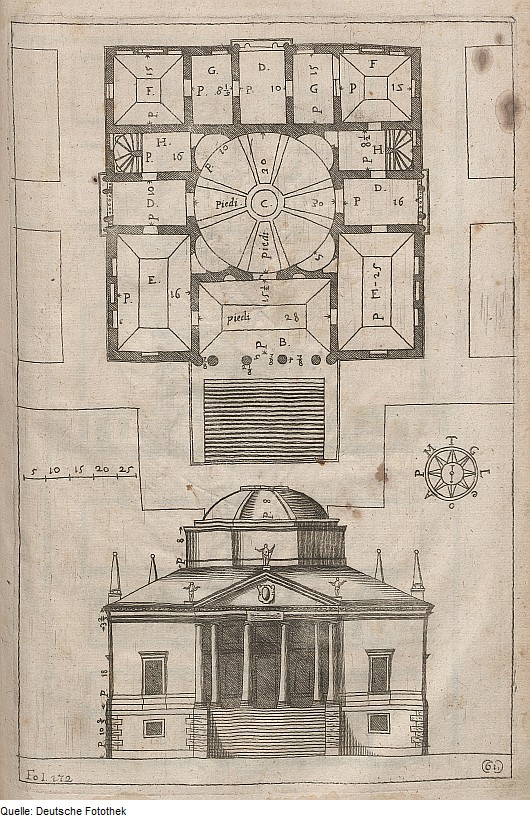
Planta da villa, desenhada por Vincenzo Scamozzi

A Villa Pisani, também chamada de Villa La Rocca ou Villa La Rocca Pisana, é uma villa palladiana do Véneto, erguida por Vincenzo Scamozzi em Lonigo, na Província de Vicenza.

## História
No ano de 1576, Vettor Pisani, membro de uma poderosa família veneziana, que já possuia em Lonigo extensas propriedades agrícolas, escolheu uma colina arborizada dominando a paisagem para erigir uma villa, destinada não a estabelecer habitação mas para "desporto numa área mais saudável", afastada dos miasmas e dos mosquitos da planície abaixo.
O autor da construção foi Vincenzo Scamozzi, arquitecto vicentino, aluno de Palladio.
A "Rocca Pisana", como foi chamada, foi construida sobre os restos de uma antiga fortaleza, chamada exactamente de Rocca (daí o nome), distruida por Ezzelino III da Romano.

## Arquitectura
A obra, da qual Scamozzi faz uma ampla descrição no seu tratado de arquitectura, situa-se no periodo inicial da sua actividade, mas já testemunha em pleno a sua capacidade técnica e formal, colocando-se entre as mais belas realizações e toda a sua produção.
A Villa Pisani ergue-se sobre uma colina, dominando-a com a austera pureza dos seus volumes, realizando uma composição geométrica ideal. A villa é visível a grande distância e caracteriza-se por uma estrutura quadrada coroada por uma cúpula octogonal.
A fachada principal tem uma escada à romana que conduz a um pórtico neoclássico com seis colunas jónicas, encerrado com um frontão dentato em cujo vértice se ergue a cúpula. A colunata, de gosto clássico, insere-se entre duas alas compactas assinaladas pela rusticação dos ângulos e pela faixa de marcação do piso.

## Interior
Uma abertura no cume da cúpula ilumina a sala central do edifício, sobre cujo pavimento, em correspondência com a abertura na cúpula, uma grade marmórea recolhe a água da chuva.
Em volta do salão organiza-se o piano nobile (andar nobre), com salas providas com mobiliário de época e lembranças da família Pisani.
No meia-cave, encontra-se a cozinha, que ainda funciona actualmente.

## Actualidade
O panorama visível a partir da Villa Pisani é magnífico, sendo possível, nos dias límpidos, avistar a paisagem até aos Apeninos.
Restaurada por vontade da Condessa Rosetta de Lazara Pisani na década de 1950, passou a estar aberta ao público a partir de 1976.
O Pro Loco de Lonigo — "Prolonigo" — com a aprovação dos proprietários, organiza visitas guiadas na Primavera e no Outono.